# Bibliothèque Vallicelliane

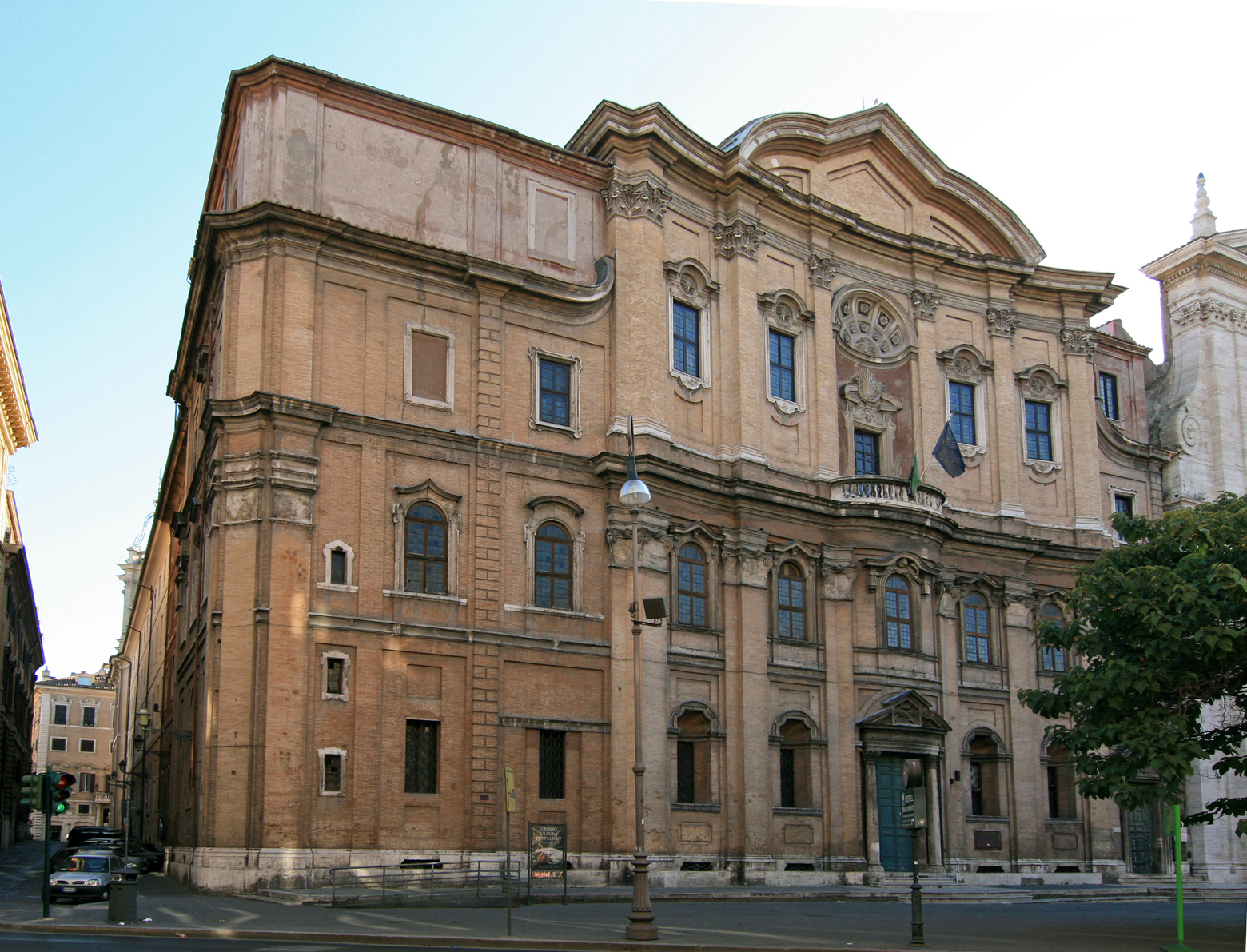
Oratoire des Philippins, siège de la Bibliothèque vallicelliane.

La Bibliothèque vallicelliane (en italien : Biblioteca Vallicelliana) est une bibliothèque située à Rome, au second étage de l’oratoire des Philippins sur la piazza della Chiesa Nuova dans le rione de Parione.
Fondée au XVIIe siècle, elle tire son nom de l'église Santa Maria in Vallicella, à côté de laquelle elle se trouve. Le bâtiment a été conçu au XVIIe siècle par l’architecte Francesco Borromini et construit sur commission de la Congrégation de l'Oratoire de Philippe Néri, dans les années 1637-1667.
Le fonds, issu à l’origine de la bibliothèque personnelle de saint Philippe Néri, fondateur de l'Oratoire, se compose principalement d’ouvrages sur l’histoire de l’Église au XVIe siècle, durant la Réforme et la Contre-Réforme. La Vallicelliane gère également le patrimoine bibliographique de la Società romana di storia patria.

## Patrimoine
Le fonds de la Vallicelliane se compose d’environ 130 000 volumes, dont 3 000 manuscrits et quelques incunables. Il comporte aussi des collections de gravures et de photographies anciennes.